# Grotschildering

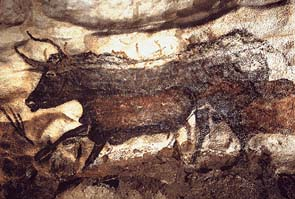
Een stier uit de 'Grot der Stieren' in Lascaux.

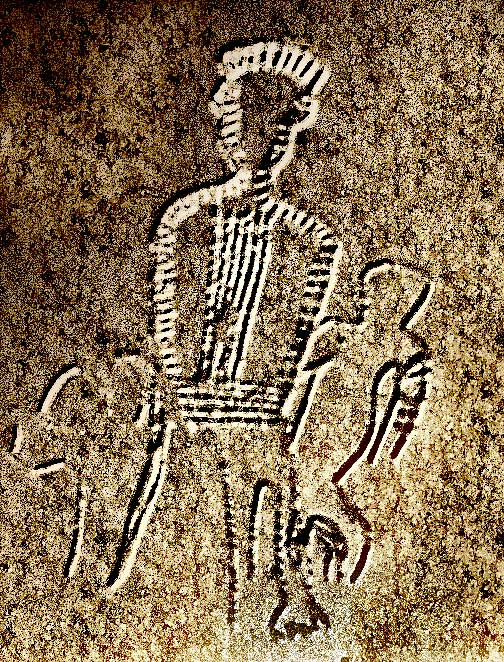
Mensachtige schilderijen in de Grotta de Levanzo in Italië.

Een grotschildering is een vorm van rotstekening waarbij een schildering aangebracht is op de wanden en plafonds van een grot. Beide benamingen, grotschildering en rotstekening, worden in het bijzonder gebruikt voor kunstwerken die in de prehistorie zijn gemaakt. De mens maakte al tekeningen en schilderkunst voordat het schrift was uitgevonden.

## De eerste grotschilderingen
De oudste tot nog toe gevonden dierentekeningen bevinden zich in grotten in de buurt van Maros op het Indonesische eiland Sulawesi. Daar werd in 2014 in een grot een tekening van een hertzwijn gevonden, die op 35.400 jaar oud werd geschat. In deze grotten zijn ook talrijke handstencils aangetroffen, waarvan de oudste minstens 39.900 jaar geleden werd aangebracht. Eind 2019 zijn er tekeningen gevonden van minstens 43.900 jaar oud. Dit waren afbeeldingen van vier dwergbuffels, anoa’s, twee wilde varkens met daarbij acht kleine mensen, sommige met speren of touwen. De varkens zijn 123 en 84 centimeter breed, de buffels iets kleiner, en de mensjes zijn vier tot acht centimeter hoog. Tevens zijn er theriantropische figuren afgebeeld. In 2020/2021 is een tekening van een Celebeswrattenzwijn gevonden, die minstens 45.500 jaar oud is. De tekening van het zwijn met zijn karakteristieke gezichtswratten en zijn korte poten meet 136×54 cm.
De Cro-magnonmens, in Frankrijk, was de eerste Europese mens in de prehistorie die voorwerpen uit zijn leefmilieu, hoofdzakelijk jachtdieren, weergaf door graveringen in de wanden van holen en spelonken. Thans kent men vele honderden graveringen in rotswanden, meestal in grotten. Voor de tekeningen gemaakt tijdens de ijstijd geldt dat de weergegeven dieren uit de ijstijd goed zijn te herkennen. Er zijn tekeningen van mammoeten, oerossen, wolharige neushoorns, paarden, stieren, herten en meer gevonden, daterend tussen de 36.000 en enige duizenden jaren geleden.

## Voorbeelden
Men vond in een grot in Altamira, in de Spaanse Pyreneeën, de reproductie van een bizon op de tegen de bovenkant aan geschilderd in helder rood, bruin en zwart. Waarschijnlijk waren ze maar weinig vervaagd sinds ze op de rotswand werden aangebracht. Gedeeltelijk is dit te danken aan de duisternis en de gelijkmatige temperatuur.
In de grotten van Nerja werden in 2012 een aantal schilderingen in de grot gedateerd op minstens 42.000 jaar oud. Daarmee zijn het de oudst bekende kunstwerken die de mensheid heeft voortgebracht.
In veel grotten in de Dordogne, bijvoorbeeld van Lascaux bij Montignac, zijn ook muurschilderingen ontdekt, van bizons, paarden en herten in zwart, geel en rood. Men heeft in andere grotten afbeeldingen van hele jachttaferelen gevonden. Merkwaardig is dat de mens zelf maar een hele enkele keer en zeer schematisch is getekend, terwijl de dieren vaak zeer levensecht en in karakteristieke houdingen en soms zelfs in kleur zijn afgebeeld. De vroegste afbeeldingen van mensen op rots zijn gevonden in de Sahara en dateren uit de zogenaamde Rondkop-periode, die ongeveer 10.000 jaar geleden begon.
In de grot van Pech Merle is de bekendste afbeelding die van het gestippelde paard, Cheval de Pomelé. De negatieve handafdruk met de dertien stippen is ook erg bijzonder.
Op andere continenten bestaan ook zeer oude rotstekeningen en -schilderingen, bijvoorbeeld in Australië, in de Sahara, en in Noord-Amerika.

## Techniek
De verf werd op verschillende manieren aangebracht: met de vingers en tenen in de rode leem gedoopt, met eenvoudige kwasten, maar ook werd de verf in de mond genomen en op de rotswand gespuwd. Soms werd het pigment in rieten pijpjes verzameld en op een vochtig oppervlak geblazen.

## Theorieën
Het veel verschillende theorieën over de betekenis van dergelijke schilderingen voor de oorspronkelijke makers. Sommigen veronderstellen dat de reden tot het afbeelden van de dieren angst voor deze dieren was. Om deze angst te bezweren vroeg men aan de beste tekenaar van de stam het dier op een rots te tekenen met houtskool dan wel kleurstoffen met een medium als binder. Kortom het bezweren van het angstaanjagende en hen omringende vond in deze archaïsche tijden vorm op deze wanden. Anderen hebben gesteld dat het afbeelden van prooidieren deel uitmaakte van magische jachtrituelen.
In de documentaire How art Made the World: The Day Pictures Were Born, wordt beschreven dat rotstekeningen dingen laten zien die mensen in een trance hebben gezien. Mensen in trance komen in een 'spirituele wereld' en zien dan onder andere dieren.

## Bedreiging
Door de grote publieke belangstelling voor dergelijke grotten veranderen de omstandigheden er: de vochtigheid en temperatuur nemen toe, evenals het koolzuurgehalte. Een aantal schilderingen is daardoor dermate bedreigd dat ze inmiddels niet meer zijn te bezichtigen. Van de grot van Lascaux, een van de mooiste, is in drie jaar een exacte replica gemaakt, die door duizenden toeristen per week wordt bezocht.

## Drang tot expressie
Samen met de drang om te versieren, heeft de mens steeds de behoefte gehad om zich uit te drukken. Dat zoiets op rotswanden gebeurde was een vanzelfsprekendheid, want dergelijke dragers waren er in overvloed. Het was geen vanzelfsprekendheid om dat in een donkere onbekende ruimte te gaan doen, want de mens was en is nog steeds bang in het donker. Afdalen in een donkere grot met een paar walmende fakkels om zich creatief te gaan uitleven, lijkt minder waarschijnlijk. Afbeeldingen ontstonden waarschijnlijk naar aanleiding van riten in verband met dood, jacht, vruchtbaarheid en het afweren van het boze. Behalve de eerder besproken afbeeldingen van dieren, werden er ook tekens aangebracht. Deze tekens kunnen nu worden onderverdeeld in vrouwelijke en mannelijke tekens. De zones rond de ingang van de grot, werden met mannelijke tekens gevuld, naar het midden van de grot toe, worden vrouwelijke symbolen aangetroffen, evenwel vergezeld van mannelijke.
De Franse prehistoricus André Leroi-Gourhan, beweert bovendien dat ook de afgebeelde dieren een seksuele betekenis hebben. Die hypothese wordt gesteund door de plaatsing op de rotswand van de groepen mannelijke en vrouwelijke dieren.
Teken- en schilderkunst ontstonden dus al zeer vroeg, hoewel er een aantal prehistorische gesneden beeldjes bekend is dat op ongeveer dezelfde ouderdom is gedateerd. Ze zijn echter niet eenduidig bekend van een ouderdom hoger dan zeventigduizend jaar, hoewel de moderne mens al zo'n driehonderdduizend jaar bestaat. Schilderingen op rotswanden leken ook niet door andere mensensoorten gemaakt te zijn maar in 2018 werden ongeveer 65 000 jaar oude schilderingen gemeld uit Spaanse grotten die aan de Neanderthaler werden toegeschreven. Ze bestaan onder andere uit een "laddervormig" patroon van evenwijdige lijnen die elkaar soms onder een rechte hoek kruisten. Daarnaast zijn er punten, strepen en "handstencils".